# Кушнарёва, Анна Борисовна
Кушнарёва Анна Борисовна (3 [15] февраля 1890 — 21 января 1962, Киев) — российская и советская театральная актриса.

## Биография
Родилась 3 (15) февраля 1890 года.
В 1904—1913 годах работала в труппах Дмитрия Гайдамаки и Трофима Колесниченко. В 1915 году — в Русском народном театре Общества «Русская беседа» во Львове. В 1917—1938 годах — в театрах Воронежа, Умани и Харькова. В 1938—1949 годах — в Криворожском городском театре.
Умерла 21 января 1962 года в Киеве.

## Творческая деятельность
На театральной сцене сыграла партии и роли:
- Маруся, Аза («Маруся Богуславка», «Цыганка Аза» Михаила Старицкого);
- Наталья («Лимеровна» Панаса Мирного);
- Мария Тарасовна («Платон Кречет» Александра Корнейчука);
- Гурмыжская («Лес» Александра Островского).